# Juana de Maldonado
Juana de Maldonado y Paz, también conocida como Juana de la Concepción (Santiago de los Caballeros de Guatemala, 1598-ibídem, 1668), fue una religiosa concepcionista, escritora y poetisa guatemalteca.
Se la considera uno de los personajes históricos más polémicos e interesantes de Santiago de Guatemala (en esa época la capital de Reino de Guatemala) durante la primera mitad del siglo xvii. La monja concepcionista Sor Juana de Maldonado y Paz gozó de fama como poetisa a principios del siglo xvii, según dice el fraile y viajero inglés Thomas Gage (1597-1656).
Nació con el nombre de Juana de Maldonado y Paz. Hizo los votos de monja en 1619 y vivió hasta su muerte en 1666 en el convento de la Concepción, en la localidad de Santiago de los Caballeros de Guatemala la capital del Reino de Guatemala. Sor Juana de la Concepción tuvo una gran reputación en su época como música, poetisa y polemista brillante. Se la compara a veces con la poetisa mexicana Juana Inés de la Cruz.

## Biografía
La vida de Juana de la Concepción se conoce principalmente por las noticias que escribió el fraile dominico inglés Thomas Gage, O.P. (1602-1656), que aparecieron en la obra Thomas Gage’s travels in the New World, de Eric S. Thompson, publicada en 1958.
Fue la única hija de doña Concepción Quintanilla y del licenciado don Juan de Maldonado y Paz, oidor de la Real Audiencia.
Quedó huérfana de madre siendo muy niña. Desde joven recibió una esmerada educación, poco usual para una mujer de su época.

### Denunciada ante la Inquisición
Su vida fue influida por la singular historia de una célebre pintura al óleo que realizó el fundador del linaje de los tres pintores Montúfar que vivieron en Antigua durante el transcurso del siglo XVII: Francisco Montúfar, su hijo Antonio y su nieto Francisco Antonio de Montúfar y Colindres Puerta (a quien se le atribuye el retrato del «santo hermano» Pedro de Betancur, que actualmente se encuentra en el Museo de San Francisco El Grande).
Desde muy joven, “Juanita” fue notoria por su belleza e inteligencia. Entre 1611 y 1613, el pintor guatemalteco Francisco de Montúfar la retrató (encarnando a Santa Lucía) junto con su padre (representando a san Juan Bautista), y a su primo Pedro Pardo (como san Esteban). La pintura fue colocada en altares y llevada en procesiones. Esto generó un escándalo en la ciudad. En 1615, el canónigo de la Catedral y representante del Santo Oficio en Guatemala -Rodrigo de Villegas- los denunció por sacrilegio ante Felipe Ruiz del Corral, el comisario de la Inquisición española en México, pues doña Juana no era hija legítima del Oidor y no era correcto que fuera representada como una santa.  El Oidor demostró ante el tribunal de la Inquisición que la denuncia no era más que una venganza personal, ya que él había denunciado a Villegas y lo había enviado a la cárcel en años anteriores.

### Ingreso al monasterio de la Inmaculada Concepción

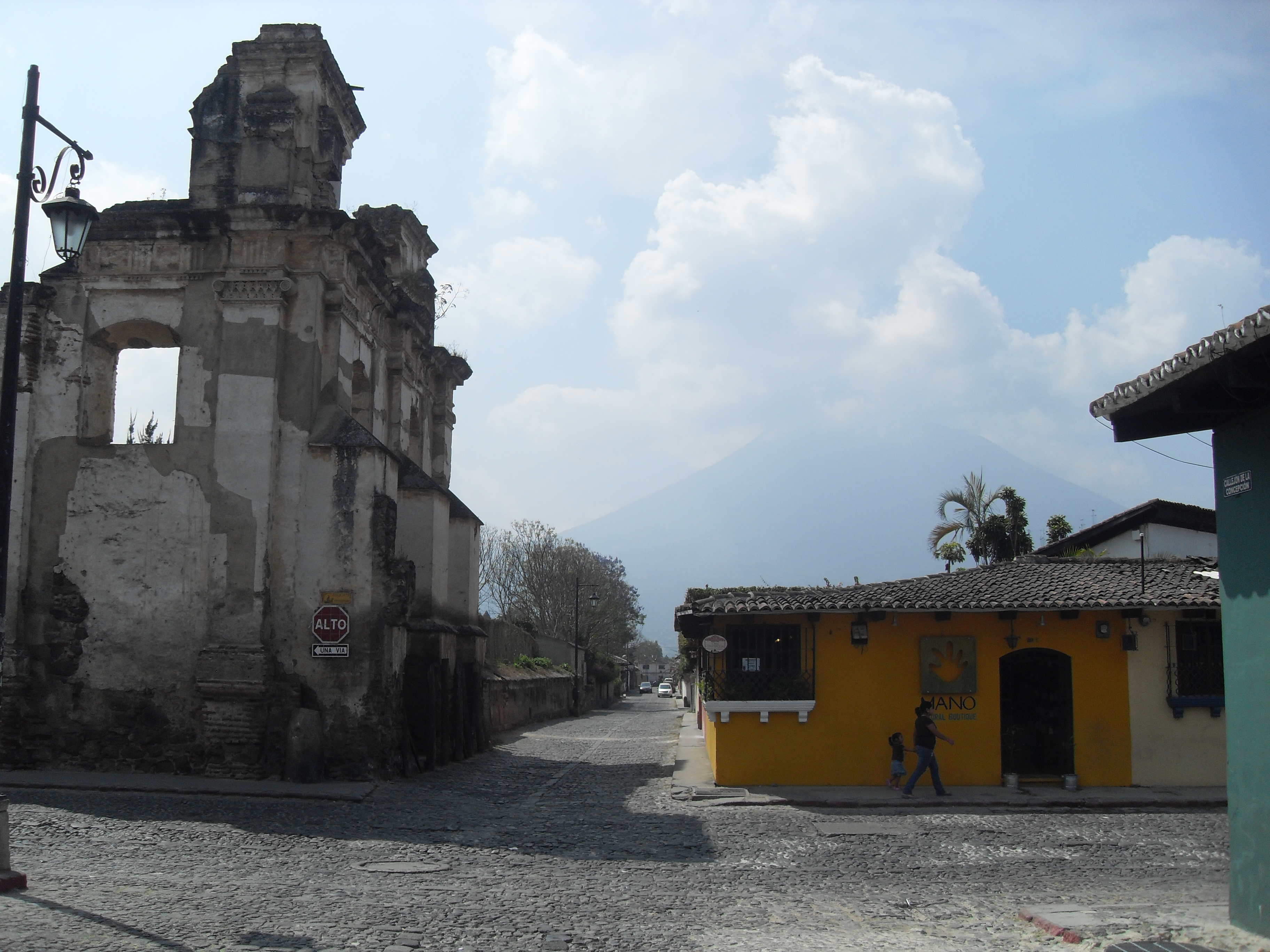
El Convento de la Concepción, en Antigua Guatemala. Fue destruido por el Terremoto de Santa Marta en 1773; atrás se ve el Volcán de Agua.

Juana de Maldonado decidió recluirse en un convento y hacerse monja. Esto le permitiría también dedicarse de lleno a las actividades artísticas e intelectuales. Ingresó como novicia en el Monasterio de la Inmaculada Concepción de María ―conocido actualmente como Convento de la Concepción en Santiago de los Caballeros, donde profesó sus votos definitivos el 27 de diciembre de 1619, y tomó el nombre de Sor Juana de la Concepción.  Sor Juana no pagó ninguna dote, a pesar de profesar como monja urbanista, debido posiblemente a que en el siglo xvii el canto y la música eran altamente apreciados por las religiosas conventuales y podían utilizarse para eximir a las novicias del pago de la dote.

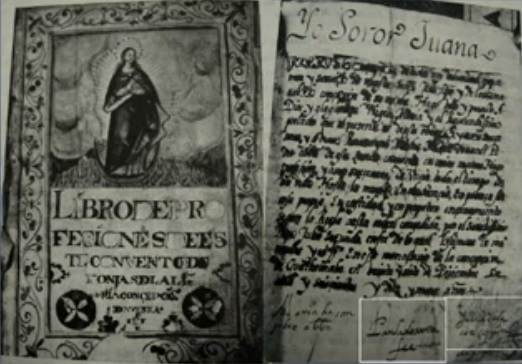
Portada y página de la confesión de Sor Juana de Maldonado en el Libro de profesiones de novicias de la Orden de la Inmaculada Concepción de Antigua Guatemala.

El convento de la Orden de la Inmaculada Concepción fue la primera institución para mujeres religiosas en Guatemala, fundado en 1578 por una abadesa y tres monjas venidas desde el convento de México. Durante treinta años sería el único monasterio femenino en la región.
De acuerdo con el monje viajero y cronista inglés Thomas Gage que visitó Santiago muchos años después, la iglesia del convento ―ubicada hoy en la salida de Antigua― tenía una valiosa colección de arte y en el mismo vivían en esa época unas mil mujeres, entre monjas, novicias, doncellas y esclavas.  El padre de sor Juana le hizo construir dentro del convento una hermosa casa ―de la que se conserva el plano―, que fue famosa por su opulencia.
En el siglo xvii había dos tipos de monjas: descalzas y urbanista; Juana de Maldonado era urbanista:
| Atributo                | Monjas descalzas | Monjas urbanistas                                                                                      |
| ----------------------- | --- | --- |
| Denominación            | Recoletas o de vida común.                                                                                           | Calzadas o de vida particular.                                                                         |
| Costo de ingreso        | Ninguno | Dote en especie o una propiedad que produjera réditos para la congregación.                            |
| Tipo de vida            | De clausura | De clausura                                                                                            |
| Rezo                    | En el coro. | En el coro.                                                                                            |
| Regla de austeridad     | Estricta: dependían de la limosna, guardaban silencio en todo momento, excepto para rezar y nunca tomaban chocolate. | Relajada: podían tener ingresos y beber chocolate, excepto durante el ayuno.                           |
| Habitaciones            | Vida en común en salas de recreación de labores. Poseían una celca minúscula que sólo les servía para dormir.        | Sin vida en común. Vivían en una celda grande que era prácticamente una casa de reducidas dimensiones. |
| Alimentación            | Comían juntas en silencio en refectorios. No podían comer carne.                                                     | Preparaban sus propios alimentos. Les estaba permitido comer carne fuera del ayuno.                    |
| Servicio                | Realizaban las labores, o se servían del servicio comunitario de la congregación                                     | Podían tener sirvientes personales.                                                                    |
| Vestimenta              | Ropas austeras de fibras rústicas.                                                                                   | Ropajes finos; solían utilizar joyas.                                                                  |
| Calzado                 | Sandalias sencillas                                                                                                  | Zapatos o zapatillas.                                                                                  |
| Atribuciones especiales | Ninguna. | Maestras de las niñas encargadas al convento.                                                          |

La casa estaba siempre llena de personajes, poetas, pintores y escritores, atraídos por la fascinante personalidad de la bella monja.
Se dice que Sor Juana poseía la mejor colección de instrumentos musicales de la ciudad, una completa biblioteca y la capilla privada más fastuosa. Disfrutó una vida de arte y erudición que resonaba en todo Santiago. Por estos motivos el escritor guatemalteco Máximo Soto Hall, en la biografía de Sor Juana que publicó en Chile en 1938, la llamó «La Divina Reclusa».
En sus lujosos aposentos se reunían los más distinguidos personajes en entretenidas veladas musicales y literarias, a las cuales asistía incluso el obispo fray Juan de Zapata y Sandoval. En el siglo xxi fue restaurado el palacete barroco del siglo xviii, construido sobre el que habitó la Sor Juana un siglo antes, en el interior del Convento de La Concepción.
En el siglo xx se encontraron documentos que fueron publicados en el periódico guatemalteco El Imparcial en 1949 y que demuestran que el padre de sor Juana fue llamado a servir a la Corona Española en México, y dejó a su hija en Guatemala en 1636.  Sor Juana de Maldonado en ese período pasó penurias económicas; no podía pagar la dote al convento y no tenía dinero para pagar las velas de su habitación y la sacristía. Tras gestiones de su padre y por los méritos de ambos, la Corona decidió concederle una pensión de quinientos tostones anuales para poder cubrir sus gastos.
Thomas Gage reportó en 1648 que uno de los admiradores de la monja concepcionista era el obispo fray Juan de Zapata y Sandoval, quien la nombró abadesa, por encima de monjas de mayor mérito y edad y que esto había causado un escándalo en el convento. Ahora bien, la jerarquía del convento estaba constituida por una abadesa, una vicaria y cuatro monjas definidoras y existe un documento que demuestra que Maldonado y Paz fue definidora en la primera parte del siglo xvii; pero en cuanto a la designación de abadesa por un obispo que la admiraba, no existe información fidedigna al respecto.  Lo único que se ha encontrado hasta el momento es que la elección de 1632 de sor Juana de la Trinidad, fue anulada por el obispo de entonces, Agustín Ugarte y Savaria, quien llegó a Guatemala en ese año y que anuló la elección por no estar debidamente asentada en los documentos del convento.  Existe un documento que muestra que sor Juana de Maldonado fue abadesa hacia el final de sus días, en 1665.
Como abadesa, la monja concepcionista estaba encargada de reportar periódicamente las actividades del convento al obispo, y de solicitar permisos a éste..

## Enfermedad y muerte
A principios de 1665, antes de ser nombrada abadesa, Sor Juana se encontraba enferma y solicitó permiso para vender una esclava que le pertenecía para poder costear algunos gastos que tenía. Y luego, en 1667, empeño un diamante para costear una necesidad que tenía la comunidad.
En 1930 Miguel Díaz reportó que Sor Juana había muerto a los cuarenta años de edad, debido a la tristeza que le habría provocado una desilusión amorosa; y en 1949, López Mayorical corroboró esta información..  Sin embargo, investigaciones posteriores ubicaron su muerte en 1666 y finalmente se encontró la notificación que hizo la abadesa del Convento de la Limpia Concepción al obispo a finales de 1668 para informarle de la venta de la celda que había sido propiedad de Maldonado y Paz.

## Existencia histórica
Hasta 1949 se creyó que Sor Juana era un invento de Thomas Gage, pero su existencia histórica se confirmó cuando el historiador Ernesto Chinchilla Aguilar encontró en México la denuncia en la Inquisición, suscitada por el óleo en el que aparecía como Santa Lucía.
Además, la doctora Luz Méndez de la Vega descubrió y reconoció una copia completa de un auto sacramental navideño que atribuyó a Sor Juana, titulado: Entretenimiento en Obsequio de la Guida a Egicto (‘divertimento en homenaje a la Huida a Egipto’).  Investigaciones realizadas sobre los originales de esta obra en 2014, demostraron que la misma no era original de Sor Juana de la Concepción sino que se trataba de una obra musical que se había encargado para el convento de la Limpia Concepción.
En su libro La amada y perseguida Sor Juana de Maldonado y Paz, Méndez de la Vega atribuyó erróneamente la pintura al capitán Antonio de Montúfar y Vivar Quiñones, hijo de Francisco de Montúfar, quien vivió años más tarde, fue muy amigo del Santo Hermano Pedro y pintó la primera serie de cuadros de la Pasión para la parroquia de El Calvario en Santiago de los Caballeros de Guatemala.
Méndez de la Vega afirma que debido al escándalo, para hacer desaparecer la evidencia del sacrilegio quizá la Iglesia, el Oidor o el pintor destruyeron el lienzo, pero esto no fue así. Se cree que la célebre pintura se conservó al menos hasta los años setenta.
En 1972, José Manuel Montúfar Aparicio ―miembro de la Academia de Geografía e Historia de Guatemala― publicó el libro Los pintores Montúfar en la Ciudad de Santiago de Guatemala en el siglo xvii, donde incluyó una fotografía del lienzo. Después la obra fue cortada en varias partes por desconocidos, y vendida por fracciones a coleccionistas extranjeros.
Más recientemente, en 2014 la investigadora de la Universidad Francisco Marroquín Coralia Anchisi de Fernández realizó un estudio sobre la existencia histórica de Sor Juana de Maldonado.

## Obras atribuidas a Maldonado y Paz
Las monjas en el siglo XVII, por su voto de humildad no tenían permitido escribir a menos que fueran temas que no fueran teológicos.  Sor Juana de Maldonado llegó a ser abadesa del convento, y de esta cuenta, existen algunos documentos de su puño y letra, pero éstos carecen de importancia literaria, ya que son únicamente reportes para el obispo con informes sobre la vida en el monasterio.
En 1747, el religioso fray Antonio de Arochena realizó un listado de las obras escritas en la provincia del Dulce Nombre de Jesús (doctrina de San Francisco) en Guatemala.  También realizó un listado de escritos de religiosas, pero los documentos no están disponibles.
La primera referencia moderna de los escritos de Sor Juana de la Concepción se mencionan en la obra de Víctor Miguel Díaz en donde cuenta que sus confesores le pidieron que escribiera sus impresiones de su vida en el monasterio, a lo que ella accedió escribiendo El ángel de los forasteros. Otros dos historiadores guatemaltecos, Ricardo Toledo Palomo y Mariano López Mayorical, sacaron a la luz documentos del siglo xvii que demostraron su existencia y presentaron escritos atribuidos a la monja concepcionista; entre las obras que Mayorical atribuyó a la monja concepcionista se encuentran los poemas:
- Letra con estribillo a la Inmaculada Concepción.
- A los santos reyes
- Al divino esposo
- Para las despedidas
- Versos para la pascua
- Para el Día de los Inocentes
- Oda a San Antonio

## En la Literatura
Sor Juana de Maldonado ha sido convertida en personaje de obras literarias, entre ellas las novelas La divina reclusa, de Máximo Soto Hall -1938- y Los Nazarenos de José Milla y Vidaurre -1867-.; también aparece en un capítulo de Memorias de fuego, I: Los nacimientos -1982- del escritor uruguayo Eduardo Galeano.

### Nota de Bibliografía
1. ↑  La primera traducción de la obra de Gage fue realizada por la Sociedad de Geografía e Historia de Guatemala, Nueva relación que contiene los viajes de Tomás Gage en la Nueva España, con prólogo de Sinforoso Aguilar. Biblioteca Goathemala, vol. XVIII, 1946.

- Datos: Q11867310